# سی. پیتر واگنر
سی. پیتر واگنر (انگلیسی: C. Peter Wagner; ۱ ژانویهٔ ۱۹۳۰ – ۲۱ اکتبر ۲۰۱۶) مبلغ مذهبی، نویسنده، و متخصص الهیات اهل ایالات متحده آمریکا بود. وی مؤسس چندین سازمان مسیحی. در سال‌های اولیه‌اش، واگنر به‌عنوان رهبر کلیدی جنبش رشد کلیسا و بعدها برای نوشته‌هایش در مورد جنگ معنوی شناخته می‌شد.